# Zadnia Kapałkowa Przełączka
Zadnia Kapałkowa Przełączka (słow. Zadné ľadové sedielko) – trawiasta przełęcz w Kapałkowej Grani w słowackiej części Tatr Wysokich. Jest pierwszym od góry siodłem w północno-zachodniej grani Małej Kapałkowej Turni i oddziela jej niższy zachodni wierzchołek od niewybitnej Zadniej Kapałkowej Czuby. Jest położona 15 m poniżej wspomnianego wierzchołka.
Przełęcz jest wyłączona z ruchu turystycznego. Południowe stoki Zadniej Kapałkowej Przełączki opadają do Doliny Suchej Jaworowej – stamtąd biegnie najdogodniejsza droga na przełęcz dla taterników. Na północ od siodła rozlega się Dolina Czarna Jaworowa.
Pierwsze wejścia turystyczne:
- letnie – Gyula Komarnicki i Roman Komarnicki, 2 sierpnia 1909 r.,
- zimowe – Jan Alfred Szczepański, 28 kwietnia 1929 r.

Już dawniej na przełęcz wchodzili myśliwi z Jurgowa, a także kartografowie ok. 1897–1898.